# Knut Posse (militär)
Knut Arvid Posse, född den 23 december 1866 i Norrköping, död den 25 februari 1932 i Danderyds församling, var en svensk greve och sjömilitär.
Posse deltog som 14-årig sjökadett på en expedition med korvetten Norrköping 1880 och blev året därpå elev vid Sjökrigsskolan, från vilken han utexaminerades 1887. Han blev löjtnant 1889 och kapten 1897. Under denna tid var Posse bland annat adjutant hos kommendanten i Karlskrona 1896–1899 och tjänstgjorde som informationsofficer vid underbefälsskolan på samma ort 1899–1901. Därefter förflyttades hans karriär till Stockholm där han tjänstgjorde vid sjöförsvarsdepartementet 1901–1906, flottans stab 1906–1909 och vid dess efterföljare marinstaben från 1909. Här blev han 1911 chef för stabens kommunikationsavdelning, vilket han var till 1913. Posse återvände därefter till Karlskrona där han blev chef för skeppsgossekåren 1914 (samma år avancerade han till kommendörkapten av första klassen) och för sjömanskårens skolor 1917. Han tog avsked från aktiv tjänst 1921 men kvarstod i reserven. Posse invaldes 1900 i Örlogsmannasällskapet och erhöll ett flertal såväl svenska som utländska ordnar, däribland Svärdsorden 1907.
Knut Arvid Posse var son till kaptenlöjtnanten och kanaldirektören Knut Posse och dennes hustru Emma Louise Henrietta Arfwedson. Han var från 1896 gift med grevinnan Sigrid Mary Louisa Wachtmeister af Johannishus (1871–1960). Paret fick sonen Knut (född 1897), som också blev sjömilitär, samt döttrarna Elisabeth (1900–1979) och Brita (född 1908). Makarna Posse är begravda på Galärvarvskyrkogården i Stockholm.